# Volinja
Volinja is een plaats in de gemeente Dvor in de Kroatische provincie Sisak-Moslavina. De plaats telt 81 inwoners (2001).